# Orongo
Orongo, que significa en rapanui 'L'Anomenat', és un jaciment arqueològic de Xile, situat al sud-oest de Rapa Nui, al cim del volcà Rano Kau. És un llogaret cerimonial construït amb motiu del culte de Make-Make i la competència del tangata-manu. El seu ús era estacional, doncs s'utilitzava només una quantes setmanes a l'any, a l'inici de la primavera.
És un poblat amb edificis amb forma de pots construïts amb lloses o keho, els quals, en estar mig enfonsats, semblen coves.
Orongo és també el principal lloc d'art rupestre de Rapa Nui, amb centenars de petròglifs que testimonien la importància que assolí aquest llogaret en temps antics. El llogaret s'edificà cap a finals del s. XVI, encara que el culte del tangata-manu sembla que adquirí rellevància en segles posteriors.
El poblat no pertanyia a cap poble rapanui, i es pensa que s'hi allotjaven els sacerdots. S'hi celebrava la cerimònia del Tangata manu, en què participaven tots els habitants de l'illa; a inicis de la primavera, temporada en què les aus marines nien als illots com a parada de descans migratori, a Orongo s'aplegaven els caps dels clans (´ariki) de tota l'illa juntament amb els seus representants (hopu manu) que baixarien el penya-segat de 300 m i nadarien 1.400 m per cercar, en el més gran dels tres illots (Motu Nui) que hi ha enfront del poble, un ou de manutara (xatrac de Peale), ja que qui el trobara primer, tornara a Orongo i li'l lliurara a qui deia ser rei (tangata hoa manu) de l'illa pel període d'un any, era nomenat pels sacerdots rei de tota l'illa.

##### Importància
El culte dels avantpassats, representat per la massiva talla d'estàtues megalítiques, o moai, fou un dels trets més excel·lents de la cultura prehistòrica Rapa Nui', i les seues manifestacions dominen el paisatge illenc.
A partir del s. XVI, la societat illenca anà abandonant el megalitisme com a expressió política i religiosa, i el reemplaçà pel culte al déu Make-Make, estretament vinculat a la fertilitat, la primavera i l'arribada d'aus marines migratòries.
Orongo arribà a ser el focus d'aquest ordre emergent, representant així una nova etapa en la història i cultura illenca, en què la religió i un sistema polític diferents als anteriors s'imposà gradualment i marcà l'esdevenir fins a finals del s. XIX, data de la darrera cerimònia celebrada el 1867. El petit llogaret d'Orongo representa aquella nova fase històrica.

#### Conservació
Orongo presenta, des del punt de vista conservacional i arqueològic, una important fragilitat. El llogaret està emplaçat en una vora estreta del cràter, i està molt exposat a l'erosió marina, i a forts vents i pluges permanentment.
L'escotadura o kari-kari, que s'observa al sud d'Orongo mostra com l'acció del mar ha erosionat el volcà, i avança cap al cràter.

En una de les cases meridionals del llogaret destacava un moai anomenat Hoa Haka Nana Ia; aquesta singular estàtua de basalt té 2,5 m d'alt, i en l'esquena duu gravats diversos petròglifs vinculats al ritual del tangata-manu. El moai en fou sostret el 1868 i hui encara s'exhibeix al Museu Britànic d'Història Natural.
- Situació d'Orongo en l'illa de Pascua
- Illots on niuen les aus marines
- Edificis de pedra
- Entrada a una casa
- Secció d'una casa, dibuixada en l'expedició de 1882
- Petròglifs
- Volcá extint Rano Kau, al centre cerimonial d'Orongo